# Station Yatton
Yatton is een spoorwegstation van National Rail in Yatton, North Somerset in Engeland. Het station is eigendom van Network Rail en wordt beheerd door Great Western Railway. 

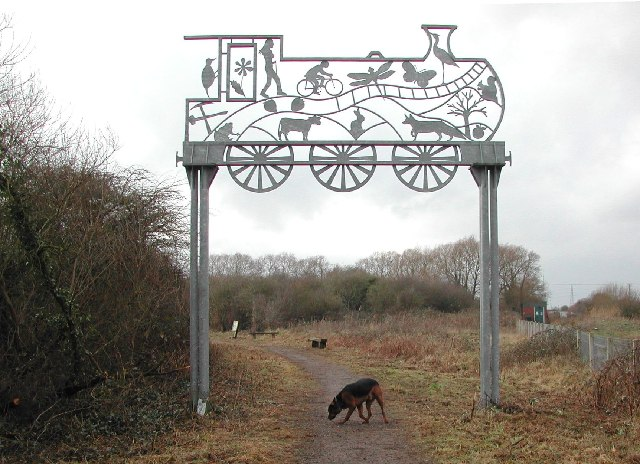
Begin wandelroute over opgeheven spoorlijn vanaf station Yatton